# Lista de capítulos de Saint Seiya
O mangá Saint Seiya escrito e ilustrado por Masami Kurumada, foi publicado pela editora Shueisha na revista Weekly Shonen Jump. O primeiro capítulo de Saint Seiya foi publicado em dezembro de 1985 e a publicação encerrou em dezembro de 1990 no capítulo 246, nos volumes, houve uma reorganização dos capítulos, totalizando 110 capítulos, compilados 28 volumes. Nesta página, os capítulos estão listados por volume, com seus respectivos títulos originais (volumes com seus títulos originais abaixo do traduzido e capítulos com seus títulos originais na coluna secundária). No Japão, foi publicado em diversos formatos, dos quais, há quatro versões de maior destaque:
- Em Tankōbon (Volume Padrão), com 28 volumes, publicados entre setembro de 1986 e abril de 1991.
- Em Aizōban (Edição de Colecionador), com 15 volumes, publicados entre novembro de 1995 e janeiro de 1997.
- Em Bunkōban (Edição Econômica), com 15 volumes, publicados entre janeiro de 2001[1] e agosto de 2001.[2]
- Em Kanzenban (Edição de Luxo), com 22 volumes, publicados entre dezembro de 2005 e outubro de 2006.

No Brasil, foi licenciado pela editora Conrad e publicado em 48 edições entre novembro de 2000 e janeiro de 2004. Foi também, relançado entre junho de 2004 e junho de 2006. Posteriormente, foi licenciado pela editora JBC e foi publicado entre janeiro de 2012 e junho 2014. Posteriormente, foi publicada novamente em edição Kanzenban no período entre dezembro de 2016 e março de 2022, totalizando 22 volumes.

## Tankōbon
- Santuário: Kanzenbans 1 ao 13
- Poseidon: Kanzenbans 14 ao 18
- Hades: Kanzenbans 19 ao 28

### Volumes 1~13 - Saga do Santuário
| - 1. Os Cavaleiros de Athena - 2. Armadura de Pégaso - 3. Armadura de Ouro - 4. Guerra Galática | - 1. 女神の聖闘士 (Atena no Seinto) - 2. ペガサスの聖衣 (Pegasasu no Kurosu) - 3. 黄金聖衣 (Gōrudo Kurosu) - 4. 銀河戦争 (Gyarakushan Wōzu) |

| - 5. Cisne, o Guerreiro do Gelo - 6. Dragão, o Escudo e o Punho Mais Fortes - 7. Combate Mortal! Pégaso Contra Dragão - 8. Axia! | - 5. キグナス 氷原の戦士 (Kigunasu, Hyōgen no Senshi) - 6. ドラゴン 最強の盾と拳 (Doragon, Saikyō no Tate to Ken) - 7. 死闘！天馬対龍 (Shitō! Pegasasu Tai Doragon) - 8. AXIA! |

| - 9. Fênix! O Guerreiro que Veio do Inferno - 10. A Armadura de Ouro é Roubada - 11. Os Quatro Cavaleiros Negros! Apresentação - 12. O Palácio de Mu | - 9. フェニックス！地獄よりの戦士 (Fenikkusu! Jigoku Yori no Senshi) - 10. うばわれた黄金聖衣 (Ubawareta Gōrudo Kurosu) - 11. 暗黒四天王！登場 (Burakku Fō! Tōjō) - 12. ムウの館 (Mū no Yakata) |

| - 13. O Terror do Punho da Morte Negra - 14. Batalha Gélida! Cisne Contra Fênix - 15. Shun! A Fúria da Nebulosa - 16. Colisão! Dragão Contra Dragão - 17. Lembranças do Ódio | - 13. 黒死拳の恐怖 (Kokushiken no Kyōfu) - 14. 凄絶！白鳥対鳳凰 (Seizetsu! Hakuchō Tai Hōō) - 15. 瞬！怒りの星雲 (Shun! Ikari no Nebyura) - 16. 激闘！龍対龍 (Gekitō! Ryū Tai Ryū) - 17. 憎しみの記憶 (Nikushimi no Kioku) |

| - 18. Memórias da Ilha da Rainha da Morte - 19. Torne-se Cinzas, Fênix! - 20. Armadura de Prata! A Beleza Assassina - 21. Medalha de Hombridade | - 18. デスクイーン島の追憶 (Desukuīntō no Tsuioku) - 19. 不死鳥よ灰となれ！ (Fushichō yo Haito Nare!) - 20. 白銀聖衣！美しき抹殺者 (Shirubā Kurosu! Utsukushiki Hittoman) - 21. 男の勲章 (Otoko no Kunshō) |

| - 22. A Carta do Cavaleiro Ressuscitado - 23. Seiya, o Ataque Enfurecido! - 24. Lutem! Em Prol de Athena | - 22. 復活の聖闘士カード (Fukkatsu no Seinto Kādo) - 23. 星矢 怒りの攻撃！ (Seiya, Ikari no Atakku!) - 24. 戦え！女神のもとで (Tatakae! Atena no Moto de) |

| - 25. Por um Futuro Magnífico - 26. O Desafio de Aiolia de Leão - 27. Colisão Violenta! A Armadura de Ouro | - 25. 大いなる未来のために (Ooinaru Mirai no Tameni) - 26. 獅子座アイオリアの挑戦 (Leo Aioria no Chōsen) - 27. 激突！黄金聖衣 (Gekitotsu! Gōrudo Kurosu) |

| - 28. Hora da Batalha - 29. Santuário! As Doze Casas - 30. Batalha na Casa de Touro - 31. O Labirinto de Gêmeos | - 28. 決戦の時 (Kessen no Toki) - 29. 聖域！十二の宮殿 (Sankuchuari! Jūni no Kyūden) - 30. 金牛宮の戦闘 (Kingyūkyū no Batoru) - 31. 双子座の迷宮 (Jemini no Meikyū) |

| - 32. A Ilusão de Gêmeos - 33. Combate Mortal na Casa de Câncer - 34. Por Nossa Deusa | - 32. 双子座の幻影 (Jemini no Gen'ei) - 33. 巨蟹宮の死闘 (Kyokaikyū no Shitō) - 34. 我が女神のために (Waga Megami no Tameni) |

| - 35. Shaka! O Homem Mais Próximo de Deus - 36. O Segredo da Armadura de Libra - 37. Escorpião Contra Cisne | - 35. シャカ！もっとも神に近い男 (Shaka! Kami ni Chikai Otoko) - 36. 天秤座の聖衣の秘密 (Raibura no Kurosu no Himitsu) - 37. 蠍対白鳥 (Sasori Tai Hakuchō) |

| - 38. Avante Até a Morte! - 39. Jovens! Confiamos Athena a Vocês - 40. Shura! O Homem que Possui a Excalibur - 41. Frio Extremo! O Zero Absoluto | - 38. 死すとも進む！ (Shisutomo Susumu!) - 39. 少年たちよ！女神を託 (Shōnen Tachi yo! Atena wo Takusu) - 40. シュラ！聖剣をもつ男 (Shura! Ekusukaribā wo Motsu Otoko) - 41. 究極の凍気！絶対零度 (Kyūkyoku no Tōki! Zettai Reido) |

| - 42. O Cortejo Fúnebre das Rosas - 43. Combate Mortal na Sala do Grande Mestre! - 44. Gêmeos! O Homem de Duas Caras | - 42. バラの葬列 (Bara no Sōretsu) - 43. 教皇の間の死闘！ (Kyōkō no Ma no Shitō!) - 44. ジェミニ！ふたつの顔をもつ男 (Jemini! Futatsu no Kao wo Motsu Otoko) |

| - 45. Seu Nome é Saga! - 46. A Ressurreição de Athena!! - Omake. O Conto do Cisne - Natassia do País do Gelo | - 45. その名はサガ！ (Sono na wa Saga!) - 46. 女神復活！！ (Atena Fukkatsu!!) - Omake. THE CYGNUS STORY 氷の国のナターシャ (Kōri no Kuni no Natāsha) |

### Volumes 14~18 - Saga de Poseidon
| - 47. O Templo Submarino - 48. A Melodia da Morte - 49. Coroação!! O Rei dos Mares Poseidon! - 50. Ressurreição! As Novas Armaduras | - 47. 海底神殿 (Kaitei Shinden) - 48. 死の旋律 (Shi no Merodi) - 49. 戴冠！！海皇ポセイドン！ (Taikan!! Kaiō Poseidon!) - 50. 復活！新生聖衣 (Fukkatsu! Nyū Kurosu) |

| - 51. As Armaduras de Bronze Reluzindo Douradas! - 52. Combate Mortal! O Pilar do Pacífico Sul - 53. As Correntes Douradas! - 54. Lança Dourada VS Excalibur | - 51. 黄金色の青銅聖衣！ (Kin'iro no Buronzu Kurosu!) - 52. 死闘！南太平洋の柱 (Shitō! Saosu Pashifikku Pirā) - 53. 黄金色の鎖！ (Kin'iro no Chēn!) - 54. 黄金の槍V.S.聖剣 (Gōruden no Ransu VS Ekusukaribā) |

| - 55. Acerte o Ponto Vital! - 56. O Caçador de Corações - 57. Vingança Enfurecida - 58. Isaak! O Amigo que Veio do Gelo | - 55. 星命点を斬れ！ (Seimeiten wo Kire!) - 56. 心の狩人 (Kokoro no Karyūdo) - 57. 怒りの報復 (Ikari no Hōfuku) - 58. アイザック！凍りついた旧友 (Aizakku! Kōritsuita Kyūyū) |

| - 59. A Morte de um Amigo - 60. Gêmeos! O Retorno - 61. Ecoe! A Oração de Athena - 62. Conflito! As Duas Almas | - 59. 友よ 死してまた (Tomo yo Shishite Mata) - 60. 双子座！ふたたび (Jemini! Futatabi) - 61. 響け！女神の祈り (Hibike! Atena no Inori) - 62. 相剋！ふたつの魂 (Sōkoku! Futatsu no Tamashii) |

| - 63. O Mistério da Ressurreição do Rei dos Mares - 64. Atire! Flecha Dourada - 65. As Três Flechas - 66. Destruam! O Pilar Central - 67. Além das Ondas Azuis | - 63. 海皇復活の謎 (Kaiō Fukkatsu no Nazo) - 64. 射て！黄金の一矢 (Ute! Ōgon no Isshi) - 65. 三本の矢 (Sanbon no ya) - 66. 崩壊！メインブレドウィナ (Hōkai! Mein Buredowina) - 67. 蒼き波濤の果て (Aoki Hatō no Hate) |

### Volumes 19~28 - Saga de Hades
| - 68. Ressurreição! As 108 Estrelas Maléficas de Hades - 69. Lamentação! Lágrimas de Sangue - 70. Relógio de Fogo! As Chamas Reacendem - 71. Gêmeos! Uma Confissão de Sangue | - 68. 復活！ハーデス百八の魔星 (Fukkatsu! Hādesu Hyaku-hachi no Masei) - 69. 慟哭！血の涙 (Dōkoku! Chi no Namida) - 70. 火時計！ふたたび燃ゆる (Hidokei! Futatabi Moyuru) - 71. ジェミニ！血の懺悔 (Jemini! Chi no Zange) |

| - 72. O Mundo da Morte na Casa de Câncer - 73. A Ressurreição de Dohko! - 74. Borboletas do Mundo da Morte! Fadas | - 72. 巨蟹宮の中の死界 (Kyokaikyū no Naka no Shikai) - 73. 童虎復活！ (Dōko Fukkatsu!) - 74. 死界の蝶！フェアリー (Shikai no Chō! Fearī) |

| - 75. O Leão Dourado Mostra Suas Presas - 76. As Cento e Oito Contas - 77. Sob as Árvores Salas Gêmeas... - 78. Em Confiança de Athena... | - 75. 牙むく黄金の獅子 (Kiba Muku Ōgon no Shishi) - 76. 百八の珠 (Hyaku Hachi no Tama) - 77. 沙羅双樹の下に。。。 (Sarasōju no Shita ni...) - 78. 女神に託す。。。 (Atena ni Takusu...) |

| - 79. Athena! A Decisão Mortal - 80. A Armadura de Athena - 81. Vamos! Novas Armaduras - 82. O Portal para o Mundo dos Mortos - 83. Desperte!! Oitavo Sentido | - 79. 女神！死の決意 (Atena! Shi no Ketsui) - 80. アテナの聖衣 (Atena no Kurosu) - 81. ゆけ！新生聖衣 (Yuke! Nyū Kurosu) - 82. 冥界への扉 (Meikai e no Tobira) - 83. めざめよ！！エイトセンシズ (Mezameyo!! Eito Senshizu) |

| - 84. Atravessem! O Rio Aqueronte - 85. O Tribunal Silencioso - 86. Kanon! A Linha de Frente - 87. O Lendário Cavaleiro! Orphée | - 84. 渡れ！アケローン河 (Watare! Akerōn-gawa) - 85. 静かなる法廷 (Shizukanaru Hōtei) - 86. カノン！出陣 (Kanon! Shutsujin) - 87. 伝説の聖闘士！オルフェ (Densetsu no Seinto! Orufe) |

| - 88. Orphée, o Triste Réquiem - 89. Hades! A Possessão de Shun - 90. Corram! Para Giudecca - 91. Combate Mortal na Quinta Prisão! | - 88. オルフェ 悲しき鎮魂歌 (Orufe, Kanashiki Rekuiemu) - 89. ハーデス！瞬への憑依 (Hādesu! Shun he no Hyōi) - 90. 急げ！ジュデッカへ (Isoge! Judekka he) - 91. 第五獄の死闘 (Dai go Purizun no Shitō!) |

| - 92. Colisão Violenta! Garuda Contra Fênix - 93. O Grande Eclipse - 94. O Punho da Lamentação de Ikki - 95. Combate Mortal em Kokytos | - 92. 激突！神鷲対不死鳥 (Gekitotsu! Garūda Tai Fenikkusu) - 93. グレイテスト エクリップス (Gureitesuto Ekurippusu) - 94. 一輝慟哭の拳 (Ikki Dōkoku no Ken) - 95. 氷地獄の死闘 (Kokiyūtosu no Shitō) |

| - 96. Persigam Hades!! - 97. Destruam! O Muro das Lamentações - 98. Reunião! As Armaduras de Ouro - 99. Entre o Inferno e a Utopia! - 100. O Caminho para os Campos Elísios! | - 96. 冥王を追え！！ (Hādesu wo Oe!!) - 97. 打ち破れ！嘆きの壁 (Uchiyabure! Nageki no Kabe) - 98. 集結！黄金聖衣 (Shūketsu! Gōrudo Kurosu) - 99. 地獄と楽園の間！ (Heru to Yūtopia no Aida!) - 100. エリシオンへの道！ (Erishion e no Michi!) |

| - 101. Combate Mortal! Três Contra Um!! - 102. Pandora, Memórias Obscuras... - 103. Thanatos e Hypnos! - 104. Essa Pessoa é a Seika! - 105. União! Os Cavaleiros de Bronze - 106. Reforços do Rei dos Mares | - 101. 死闘！三対一！！ (Shitō! San tai Ichi!!) - 102. パンドラ 灰色の追憶。。。 (Pandora, Hai'iro no Tsuioku...) - 103. 死と眠り！ (Tanatosu to Hyupunosu!) - 104. その人は星華！ (Sono Hito wa Seika!) - 105. 結集！青銅聖闘士 (Kesshū! Buronzu Seinto) - 106. 海皇よりの援軍 (Kaiō Yori no Engun) |

| - 107. As Lendárias Armaduras Divinas! - 108. Avante! Ao Templo de Hades - 109. Hades! O Despertar Direto da Mitologia - 110. Para um Mundo Onde a Luz Transborda...! | - 107. 伝説の神聖衣！ (Densetsu no Goddo Kurosu!) - 108. 突入！ハーデス神殿 (Totsunyū! Hādesu Shinden) - 109. 冥王！神話よりの覚醒 (Hādesu! Shinwayori no Kakusei) - 110. 光あふれる世界へ。。。！ (Hikari Afureru Sekai e...!) |

## Saint Seiya Kanzenban
A edição Kanzenban de Saint Seiya, é uma Edição de Luxo, que compila os 28 volumes originais em 22 volumes com qualidade primorosa com papel branco e brilhoso, retoques de arte e algumas páginas coloridas. A versão brasileira ficou com capa dura diferente da versão original, e com papel amarelo e opaco, de boa qualidade, mas inferior ao original. A divisão de sagas fica assim:
- Santuário: Kanzenbans 1 ao 10
- Poseidon: Kanzenbans 11 ao 14
- Hades: Kanzenbans 15 ao 22

### Volumes 1~10 - Saga do Santuário
| - 1. Os Cavaleiros de Atena - 2. Armadura de Pégaso - 3. Armadura de Ouro - 4. Guerra Galática - 5. Cisne: O Guerreiro das Terras Gélidas - 6-1. Dragão: O Escudo e o Punho Mais Fortes (Início) | - 1. 女神の聖闘士 (Atena no Seinto) - 2. ペガサスの聖衣 (Pegasasu no Kurosu) - 3. 黄金聖衣 (Gōrudo Kurosu) - 4. 銀河戦争 (Gyarakushan Wōzu) - 5. キグナス 氷原の戦士 (Kigunasu, Hyōgen no Senshi) - 6-1. ドラゴン 最強の盾と拳 (Doragon, Saikyō no Tate to Ken) |

| - 6-2. Dragão: O Escudo e o Punho Mais Fortes (Final) - 7. O Combate Mortal! Pégaso VS. Dragão! - 8. Axia! - 9. Fênix! O Guerreiro que Voltou do Inferno - 10. O Roubo da Armadura de Ouro - 11. Surgem Os Quatro Cavaleiros Negros | - 6-2. ドラゴン 最強の盾と拳 (Doragon, Saikyō no Tate to Ken) - 7. 死闘！天馬対龍 (Shitō! Pegasasu Tai Doragon) - 8. AXIA! - 9. フェニックス！地獄よりの戦士 (Fenikkusu! Jigoku Yori no Senshi) - 10. うばわれた黄金聖衣 (Ubawareta Gōrudo Kurosu) 11. 暗黒四天王！登場 (Burakku Fō! Tōjō) |

| - 12. O Palácio de Mu - 13. O Terror do Golpe Morte Negra - 14. A Feroz Batalha entre Cisne e Fênix - 15. Shun! A Fúria da Nebulosa - 16. A Luta Feroz Entre Dois Dragões! - 17. Lembranças de Ódio | - 12. ムウの館 (Mū no Yakata) - 13. 黒死拳の恐怖 (Kokushiken no Kyōfu) - 14. 凄絶！白鳥対鳳凰 (Seizetsu! Hakuchō Tai Hōō) - 15. 瞬！怒りの星雲 (Shun! Ikari no Nebyura) - 16. 激闘！龍対龍 (Gekitō! Ryū Tai Ryū) - 17. 憎しみの記憶 (Nikushimi no Kioku) |

| - 18. Memórias da Ilha da Rainha da Morte - 19. Volte às Cinzas, Fênix! - 20. Cavleiro de Prata! O Assassino Belo - 21. O Distintivo de um Homem - 22. As Cartas da Ressurreição | - 18. デスクイーン島の追憶 (Desukuīntō no Tsuioku) - 19. 不死鳥よ灰となれ！ (Fushichō yo Haito Nare!) - 20. 白銀聖衣！美しき抹殺者 (Shirubā Kurosu! Utsukushiki Hittoman) - 21. 男の勲章 (Otoko no Kunshō) - 22. 復活の聖闘士カード (Fukkatsu no Seinto Kādo) |

| - 23. O Ataque Furioso de Seiya! - 24. Lutem! Ao Lado de Atena - 25. Por um Futuro Grandioso - 26-1. O Desafio de Aiolia de Leão (Início) | - 23. 星矢 怒りの攻撃！ (Seiya, Ikari no Atakku!) - 24. 戦え！女神のもとで (Tatakae! Atena no Moto de) - 25. 大いなる未来のために (Ooinaru Mirai no Tameni) - 26-1. 獅子座アイオリアの挑戦 (Leo Aioria no Chōsen) |

| - 26-2. O Desafio de Aiolia de Leão (Final) - 27. Grande Embate! A Armadura de Ouro - 28. Hora da Batalha Decisiva - 29. As Doze Casas do Santuário! - 30. Batalha na Casa de Touro | - 26-2. 獅子座アイオリアの挑戦 (Leo Aioria no Chōsen) - 27. 激突！黄金聖衣 (Gekitotsu! Gōrudo Kurosu) - 28. 決戦の時 (Kessen no Toki) - 29. 聖域！十二の宮殿 (Sankuchuari! Jūni no Kyūden) - 30. 金牛宮の戦闘 (Kingyūkyū no Batoru) |

| - 31. O Labirinto de Gêmeos - 32. A Ilusão de Gêmeos - 33. Batalha Mortal na Casa de Câncer - 34. Por Nossa Deusa - 35-1. Shaka! O Homem Mais Próximo de Deus (Início) | - 31. 双子座の迷宮 (Jemini no Meikyū) - 32. 双子座の幻影 (Jemini no Gen'ei) - 33. 巨蟹宮の死闘 (Kyokaikyū no Shitō) - 34. 我が女神のために (Waga Megami no Tameni) - 35-1. シャカ！もっとも神に近い男 (Shaka! Kami ni Chikai Otoko) |

| - 35-2. Shaka! O Homem Mais Próximo de Deus (Final) - 36. O Segredo da Armadura de Libra - 37. Escorpião VS. Cisne - 38. Avançar Mesmo que Morra! - 39. Jovens! Confiamos Atena a Vocês | - 35-2. シャカ！もっとも神に近い男 (Shaka! Kami ni Chikai Otoko) - 36. 天秤座の聖衣の秘密 (Raibura no Kurosu no Himitsu) - 37. 蠍対白鳥 (Sasori Tai Hakuchō) - 38. 死すとも進む！ (Shisutomo Susumu!) - 39. 少年たちよ！女神を託 (Shōnen Tachi yo! Atena wo Takusu) |

| - 40. Shura! O Homem que Possui Excalibur - 41. Frio Extremo! O Zero Absoluto - 42. O Cortejo Fúnebre das Rosas - 43. Batalha Mortal na Sala do Grande Mestre! | - 40. シュラ！聖剣をもつ男 (Shura! Ekusukaribā wo Motsu Otoko) - 41. 究極の凍気！絶対零度 (Kyūkyoku no Tōki! Zettai Reido) - 42. バラの葬列 (Bara no Sōretsu) - 43. 教皇の間の死闘！ (Kyōkō no Ma no Shitō!) |

| - 44. Gêmeos! O Homem de Duas Faces - 45. Seu Nome é Saga! - 46. A Ressurreição de Atena!! - Omake. A História de Cisne - Natassia do País do Gelo | - 44. ジェミニ！ふたつの顔をもつ男 (Jemini! Futatsu no Kao wo Motsu Otoko) - 45. その名はサガ！ (Sono na wa Saga!) - 46. 女神復活！！ (Atena Fukkatsu!!) - Omake. THE CYGNUS STORY 氷の国のナターシャ (Kōri no Kuni no Natāsha) |

### Volumes 11~14 - Saga de Poseidon
| - 47. Templo Submarino - 48. Melodia da Morte - 49. Coroação!! Poseidon, O Imperador dos Mares! - 50. Ressurreição! As Novas Armaduras - 51. O Brilho Dourado das Armaduras de Bronze | - 47. 海底神殿 (Kaitei Shinden) - 48. 死の旋律 (Shi no Merodi) - 49. 戴冠！！海皇ポセイドン！ (Taikan!! Kaiō Poseidon!) - 50. 復活！新生聖衣 (Fukkatsu! Nyū Kurosu) - 51. 黄金色の青銅聖衣！ (Kin'iro no Buronzu Kurosu!) |

| - 52. Batalha Mortal! O Pilar do Pacífico Sul - 53. As Correntes Douradas - 54. Lança Dourada VS. Excalibur - 55. Corte o Ponto Cósmico! - 56. O Caçador de Corações | - 52. 死闘！南太平洋の柱 (Shitō! Saosu Pashifikku Pirā) - 53. 黄金色の鎖！ (Kin'iro no Chēn!) - 54. 黄金の槍V.S.聖剣 (Gōruden no Ransu VS Ekusukaribā) - 55. 星命点を斬れ！ (Seimeiten wo Kire!) - 56. 心の狩人 (Kokoro no Karyūdo) |

| - 57. Vingança Enfurecida - 58. Isaac! O Velho Amigo Congelado - 59. A Morte de um Amigo - 60. O Retorno de Gêmeos - 61. Ecoa a Oração de Atena | - 57. 怒りの報復 (Ikari no Hōfuku) - 58. アイザック！凍りついた旧友 (Aizakku! Kōritsuita Kyūyū) - 59. 友よ 死してまた (Tomo yo Shishite Mata) - 60. 双子座！ふたたび (Jemini! Futatabi) - 61. 響け！女神の祈り (Hibike! Atena no Inori) |

| - 62. Conflito de Duas Almas - 63. O Mistério da Ressurreição do Rei dos Mares - 64. Atire a Flecha Dourada! - 65. As Três Flechas! - 66. Destruam o Pilar Central! - 67. Para Além das Grandes Ondas Azuis | - 62. 相剋！ふたつの魂 (Sōkoku! Futatsu no Tamashii) - 63. 海皇復活の謎 (Kaiō Fukkatsu no Nazo) - 64. 射て！黄金の一矢 (Ute! Ōgon no Isshi) - 65. 三本の矢 (Sanbon no ya) - 66. 崩壊！メインブレドウィナ (Hōkai! Mein Buredowina) - 67. 蒼き波濤の果て (Aoki Hatō no Hate) |

### Volumes 15~22 - Saga de Hades
| - 68. Ressurreição! As 108 Estrelas Malignas de Hades - 69. Lamentação! Lágrimas de Sangue - 70. Relógio de Fogo! Reacendem-se As Chamas - 71. Gêmeos! Uma Penitência de Sangue - 72. O Mundo da Morte na Casa de Câncer | - 68. 復活！ハーデス百八の魔星 (Fukkatsu! Hādesu Hyaku-hachi no Masei) - 69. 慟哭！血の涙 (Dōkoku! Chi no Namida) - 70. 火時計！ふたたび燃ゆる (Hidokei! Futatabi Moyuru) - 71. ジェミニ！血の懺悔 (Jemini! Chi no Zange) - 72. 巨蟹宮の中の死界 (Kyokaikyū no Naka no Shikai) |

| - 73. O Retorno de Dohko! - 74. Myu, A Borboleta da Morte! - 75. O Leão Dourado Mostra Suas Presas - 76. As Cento e Oito Contas - 77-1. Sob as Árvores Sallas Gêmeas... (Parte 1) | - 73. 童虎復活！ (Dōko Fukkatsu!) - 74. 死界の蝶！フェアリー (Shikai no Chō! Fearī) - 75. 牙むく黄金の獅子 (Kiba Muku Ōgon no Shishi) - 76. 百八の珠 (Hyaku Hachi no Tama) - 77-1. 沙羅双樹の下に。。。 (Sarasōju no Shita ni...) |

| - 77-2. Sob as Árvores Sallas Gêmeas... (Parte 2) - 78. Confiando a Atena... - 79. A Decisão Mortal de Atena - 80. A Armadura de Atena - 81. Vamos Lá, Novas Armaduras! - 82. A Porta para o Mundo dos Mortos | - 77-2. 沙羅双樹の下に。。。 (Sarasōju no Shita ni...) - 78. 女神に託す。。。 (Atena ni Takusu...) - 79. 女神！死の決意 (Atena! Shi no Ketsui) - 80. アテナの聖衣 (Atena no Kurosu) - 81. ゆけ！新生聖衣 (Yuke! Nyū Kurosu) - 82. 冥界への扉 (Meikai e no Tobira) |

| - 83. O Despertar do Oitavo Sentido - 84. Atravessando o Rio Aqueronte! - 85. O Tribunal Silencioso - 86. Kanon na Frente de Batalha! - 87. Orfeu, o Cavaleiro Lendário! - 88-1. O Triste Réquiem de Orfeu (Parte 1) | - 83. めざめよ！！エイトセンシズ (Mezameyo!! Eito Senshizu) - 84. 渡れ！アケローン河 (Watare! Akerōn-gawa) - 85. 静かなる法廷 (Shizukanaru Hōtei) - 86. カノン！出陣 (Kanon! Shutsujin) - 87. 伝説の聖闘士！オルフェ (Densetsu no Seinto! Orufe) - 88-1. オルフェ 悲しき鎮魂歌 (Orufe, Kanashiki Rekuiemu) |

| - 88-2. O Triste Réquiem de Orfeu (Parte 2) - 89. Hades se Apossa de Shun - 90. Corram Para Judecca! - 91. Combate Mortal na Quinta Prisão! - 92. Choque Violento! Garuda VS. Fênix - 93. O Grande Eclipse | - 88-2. オルフェ 悲しき鎮魂歌 (Orufe, Kanashiki Rekuiemu) - 89. ハーデス！瞬への憑依 (Hādesu! Shun he no Hyōi) - 90. 急げ！ジュデッカへ (Isoge! Judekka he) - 91. 第五獄の死闘 (Dai go Purizun no Shitō!) - 92. 激突！神鷲対不死鳥 (Gekitotsu! Garūda Tai Fenikkusu) - 93. グレイテスト エクリップス (Gureitesuto Ekurippusu) |

| - 94. O Golpe de Lamentação de Ikki - 95. Combate Mortal em Cócito - 96. No Rastro de Hades! - 97. Destruam o Muro das Lamentações! - 98. As Armaduras de Ouro se Reúnem! | - 94. 一輝慟哭の拳 (Ikki Dōkoku no Ken) - 95. 氷地獄の死闘 (Kokiyūtosu no Shitō) - 96. 冥王を追え！！ (Hādesu wo Oe!!) - 97. 打ち破れ！嘆きの壁 (Uchiyabure! Nageki no Kabe) - 98. 集結！黄金聖衣 (Shūketsu! Gōrudo Kurosu) |

| - 99. Entre o Inferno e o Paraíso! - 100. O Caminho para os Campos Elísios! - 101. Combate Mortal: Três Contra Um!! - 102. Recordações ciznentas de Pandora - 103. Thanatos e Hypnos! - 104. Ela é a Seika! - 105. Reunião dos Cavaleiros de Bronze! | - 99. 地獄と楽園の間！ (Heru to Yūtopia no Aida!) - 100. エリシオンへの道！ (Erishion e no Michi!) - 101. 死闘！三対一！！ (Shitō! San tai Ichi!!) - 102. パンドラ 灰色の追憶。。。 (Pandora, Hai'iro no Tsuioku...) - 103. 死と眠り！ (Tanatosu to Hyupunosu!) - 104. その人は星華！ (Sono Hito wa Seika!) - 105. 結集！青銅聖闘士 (Kesshū! Buronzu Seinto) |

| - 106. Reforço do Imperador dos Mares - 107. As Lendárias Armaduras Divinas!! - 108. Avançar rumo ao Templo de Hades! - 109. Hades desperta de seu sono mitológico - 110. Para um mundo cheio de luz!! | - 106. 海皇よりの援軍 (Kaiō Yori no Engun) - 107. 伝説の神聖衣！ (Densetsu no Goddo Kurosu!) - 108. 突入！ハーデス神殿 (Totsunyū! Hādesu Shinden) - 109. 冥王！神話よりの覚醒 (Hādesu! Shinwayori no Kakusei) - 110. 光あふれる世界へ。。。！ (Hikari Afureru Sekai e...!) |